# 罗伯特·S·马利肯

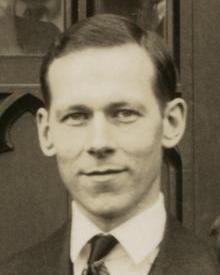
Robert Mulliken, Chicago 1929

罗伯特·桑德森·马利肯（英語：Robert Sanderson Mulliken，1896年6月7日—1986年10月31日），美国物理学家、化学家。因其对于分子轨道理论的贡献，1963年獲彼得·德拜獎，1966年获诺贝尔化学奖，1967年成為皇家學會院士，1983年獲普利斯特里獎。